# Цыремпилова, Шалсама Ламажаповна
Шалсама́ Ламажа́повна Цыремпи́лова (1915—2007) — старший чабан колхоза имени Карла Маркса Баргузинского района Бурятской АССР, Герой Социалистического Труда.

## Биография
Родилась 3 августа 1915 года в улусе Асули (на территории современного Баргузинского района Республики Бурятия).
В возрасте 13 лет начала работать в колхозе и в 1939 году стала старшим чабаном маточной отары в колхозе имени Карла Маркса в улусе Баянгол Баргузинского района Бурятии.
В годы Великой Отечественной войны Шалсама Ламажаповна выращивала хлеб, также работала лесорубом. 
После войны вернулась в животноводство. С 1956 года отара Цыремпиловой каждый год со 1000 овцематок получала и сохраняла 100 ягнят. При её отаре была создана школа овцеводов для обмена передовым опытом, одним из её учениц была Ольга Сангадиева, будущий Герой Социалистического Труда.
В 1959 году отара Цыремпиловой получила и сохранила по 110 зимних ягнят на каждые 100 овцематок и довела настриг шерсти до 4 кг с каждой овцы. Цыремпилова не раз была участницей Выставки достижений народного хозяйства (ВДНХ) СССР в Москве, где была награждена медалями выставки.
22 марта 1966 года Указом Президиума Верховного Совета СССР за достигнутые успехи в развитии животноводства Шалсаме Цыремпиловой присвоено звание Героя Социалистического Труда.
Была депутатом Верховного Совета Бурятской АССР и Баргузинского районного Совета народных депутатов.
В 1972 году Цыремпилова вышла на заслуженный отдых.
Жила в улусе Баянгол Баргузинского района. Умерла 11 декабря 2007 года.

## Награды и звания
- Герой Социалистического Труда (1966)
- Орден Ленина (1966)
- медали
- "Почётный гражданин Республики Бурятия" (2003)